# Zaman
Zaman er en tyrkisk avis.
Avisen bliver udgivet i omkring 800.000 eksemplarer.
Zaman skal have forbindelser til den såkaldte Gülen-bevægelse.
Et dansk firma Zaman ApS baseret i Albertslund står for en skandinavisk udgave, der skrives på tyrkisk for skandinaviske tyrkere.
Fra dette hovedkontor arbejder chefredaktøren Kamil Subasi, to journalister samt to annoncefolk.
Journalister er også ansat i Finland, Norge, Sverige og Odense.
Kontoret i Albertslund forsyner også avisen der udkommer i Tyrkiet med historie fra Danmark.
Den danske avis har stået for et arrangement på Christiansborg, der har skabt en del debat.
I 2010 inviterede avisen og SF’s socialordfører Folketingsmedlem Özlem Sara Cekic til en ramadan-middag i Snapstinget.
Folketingsmedlem for Kristendemokraterne Per Ørum Jørgensen protesterede da.
Igen i 2011 forsøgte avisen at anvende et lokale på Christiansborg til en ramadan-middag, men da ansøgningen formelt kom fra det private firma frem for et samarbejdende Folketingsmedlem (i dette tilfælde Hüseyin Arac) valgte Folketingets formand, Thor Pedersen at afvise ansøgningen og henviste til at det strid mod vedtagne regler.
Efter en ny ansøgning fra Hüseyin Arac blev arrangementet dog godkendt.

## Eksterne link
- http://www.zamaniskandinavya.dk/ Arkiveret 7. juni 2011 hos  Wayback Machine